# Bronisław Geremek
Bronisław Geremek (Varsovia, Polonia; 6 de marzo de 1932-Lubień, 13 de julio de 2008) fue un importante historiador de la pobreza europea y un destacado político ya en su madurez.

## Itinerario político
Bronisław Geremek fue un polaco y un gran europeo de origen judío. Su padre había sido rabino y murió en Auschwitz. Bronisław Geremek sobrevivió junto a su madre el Holocausto gracias a su padre adoptivo, que lo sacó clandestinamente en 1943 del gueto de Varsovia. A pesar de todo ello, siempre abogó por la reconciliación entre Polonia y Alemania.
En su juventud se afilió al Partido Obrero Unificado Polaco (comunista), que abandonó tras la invasión de Checoslovaquia por las tropas del Pacto de Varsovia en 1968. Fue uno de los fundadores del sindicato Solidaridad, y uno de los consejeros de sus dirigente Lech Wałęsa durante los años 1980 en el marco de este movimiento. Mantuvo luego una posición más crítica, dadas las derivas de ese movimiento.
Tras la caída del comunismo en 1989, Geremek ejerció durante 12 años (1989-2001) en el parlamento polaco. Fue Ministro de Asuntos Exteriores de Polonia entre 1997 y el 2000. En el momento de su fallecimiento, era diputado en la Sexta legislatura del Parlamento Europeo, como miembro del Grupo de la Alianza de los Demócratas y Liberales por Europa. Había resultado ganador en las elecciones de 2004, consiguiendo una gran ventaja de votos en Varsovia. En los últimos años de su vida, tuvo que defenderse ante los ataques del gobierno ultraconservador polaco. Una vez más optó por las posiciones más valientes y demócratas.

## Trayectoria como historiador
Geremek conoció a Le Goff en 1956 y a Georges Duby en 1960, y así comenzó su carrera en un país de hondas relaciones con Polonia como es Francia. Logró hacerse especialista en historia medieval francesa, e impartió clases en la Universidad de la Sorbona (París) durante los años 60. Años más tarde sería nombrado profesor en el Collège de France (París) y en el Colegio de Europa (campus de Natolin, Varsovia), en donde ocupó la cátedra de civilización europea. 
Su contacto con los historiadores franceses ha sido muy importante en ambas direcciones, de modo que la historiografía francesa se ha enriquecido con los procedimientos de análisis de la intelectualidad polaca del siglo XX, como sucede con Witold Kula y el propio Geremek, por no citar a novelistas, directores de teatro, músicos y cineastas.
Destacó por sus estudios sobre la marginalidad a finales de la Edad Media: Les marginaux parisiens aux XIVe et XV siècles y La piedad y la horca.

## Obras
- Les marginaux parisiens aux XIVe et XV siècles, Flammarion, 1991.
- La piedad y la horca. Historia de la miseria y de la caridad en Europa, Alianza, 1998.
- La estirpe de Caín, Mondadori, 1990.
- Bronislav Geremek, en diálogo con Juan Carlos Vidal, Anaya & M. Muchnik, 1997.
- La democracia en Europa, Alianza, 1993, con Ralf Dahrendorf y François Furet.
- Passions communes,  París, Seuil, 1992, entrevista entre Georges Duby y Bronisław Geremek.
- La Educación encierra un tesoro, París, UNESCO, Comisión Internacional sobre la Educación para el Siglo XXI, coautor juntos a Jacques Delors y otras personalidades de la Comisión.